# Землемер (роман)
«Землемер, или Хроники Литтлпейджей» (англ. The Chainbearer; or The Littlepage Manuscripts, альтернативное название — «Поместье») — историко-приключенческий роман американского писателя Джеймса Фенимора Купера, опубликованный в 1845 году. Вторая часть трилогии, начавшейся с романа «Сатанстоу» и продолженной романом «Краснокожие».

## Сюжет
Действие романа происходит в США вскоре после войны за независимость. Главный герой — Мордаунт Литтлпейдж, сын героев «Сатанстоу» Корнелиуса Литтлпейджа и Аннеке Мордаунт. Унаследовав семейные владения, он активно привлекает на свои земли арендаторов из числа переселенцев. Купер показывает возникающие в связи с этим противоречия: владелец земли уверен, что арендаторы и их потомки будут вечно благодарны его семье, а те надеются когда-нибудь стать собственниками своих наделов.
Открыто против лендлорда выступает скваттер Аарон Тысячеакр, уверенный, что обладает всеми правами на обрабатываемую им землю. Он убивает землемера, но и сам погибает в схватке с индейцем Сускезусом, а его сыновьям приходится бежать в леса.

## Создание и оценки
В связи с развернувшейся в США после 1839 году борьбой за отмену земельной ренты Купер задумал целую серию романов, в которых хотел показать предысторию вопроса и продемонстрировать позитивное значение лендлордизма для американского общества. «„Семейство Литтлпейджей“ составит три полнокровных романа, — рассказал Купер в письме издателю в январе 1845 года. — Каждый будет иметь своих собственных основных героев, свою любовную историю и т. д., но в основном они будут связаны друг с другом. Я бы разделил их тематически на „Колонию“, „Революцию“ и „Республику“. Через все романы пройдёт история одной семьи, действие их разворачивается в тех же районах, и одни и те же идеи отразятся во всех трёх различных книгах, конечно, с поправками на изменения, вызванные течением времени».
«Землемер» увидел свет в 1845 году, вскоре после первой части цикла, «Сатанстоу». Первые тиражи хорошо продавались, но пресса встретила книгу молчанием. Купер в связи с этим назвал газетчиков в одном из писем «сборищем бесчестных злодеев».
Литературовед Б. Гиленсон считает, что вся трилогия «с её заданностью, перегруженностью дидактикой оказалась художественно маловыразительной». Советский исследователь Н. Самохвалов раскритиковал «противоречия в мировоззрении» Купера, проявившиеся во всём цикле: писатель демонстрирует «отвращение к современной капиталистической Америке», но «спасение видит… в образовании… поместного дворянства как оплота культуры и просвещения».